# Rui Faria
Rui Filipe da Cunha Faria (* 14. Juni 1975 in Balugães, Barcelos), besser bekannt als Rui Faria, ist ein portugiesischer Fußballtrainer, bekannt für seine Zusammenarbeit mit José Mourinho, mit dem er bei Manchester United als Fitness- und Konditionstrainer arbeitet.

## Werdegang

### Kindheit und Ausbildung
Faria wurde in Balugães, einer kleinen Gemeinde im Kreis Barcelos in Portugal geboren. Wie Mourinho hat er Sportwissenschaften studiert und nie professionell selbst Fußball gespielt. Während seines Studiums bekam er die Gelegenheit, für eine Seminararbeit das Training im Camp Nou, dem Stadion des FC Barcelona, zu verfolgen, wo Mourinho als Assistenztrainer von Louis van Gaal arbeitete. Mourinho sah einen verwandten Geist in Faria und als er im April 2001 seinen Trainerjob bei União Leiria antrat, warb er Faria als Fitnesstrainer an.

### Trainerkarriere
Farias frühe Jahre in Leiria, symbolisch für Mourinhos neues Fitnesskonzept, führten in eine Sackgasse mit den Club-Verantwortlichen. Seitdem sind die beiden unzertrennlich, zusammen gingen sie im Januar 2002 zum FC Porto, wo Mourinho federführend beim neuen Club war. Faria war Teil des Teams, das 2003 die Liga, den Landespokal und den UEFA Cup gewann, sowie 2004 die UEFA Champions League mit Porto. Er folgte Mourinho im folgenden Sommer zum FC Chelsea, zusammen mit Assistenztrainer Baltemar Brito, Spielerscout André Villas-Boas und Torwarttrainer Silvino Louro. Er wurde allgegenwärtig im Chelsea-Trainingsanzug auf der Bank der Londoner.
Faria verließ Chelsea 2007, folgte Mourinho weg vom Club und fing mit ihm bei Inter Mailand an. Im Juni 2009 wurde André Villas-Boas, der selbst einen Posten als Cheftrainer antrat, durch José Morais ersetzt. Nach dem Gewinn der Serie A in ihrer ersten Saison komplettierten sie ihre Sammlung mit dem Triple aus Liga, Coppa Italia und UEFA Champions League 2010. Seit der Saison 2010/11 ist Faria Fitnesstrainer von Real Madrid, wechselte den Verein zusammen mit Mourinho, Morais and Louro. In der Zusammenarbeit mit Mourinho verloren dieser und sein Trainerteam seit 2002 acht Jahre lang kein Liga-Heimspiel mehr. Der Lauf endete mit einer 0:1-Niederlage gegen Sporting Gijón. Außerdem wurde Rui Faria seitdem oft von der Bank verwiesen, weil er die Schiedsrichter massiv kritisierte. Dafür erhielt er den Spitznamen „verlorener Engel“ im Fußball. Seit 2016 arbeitet er mit Mourinho bei Manchester United.

## Privatleben
Rui Faria ist verheiratet und hat drei Töchter.

## Erfolge
Als Fitnesstrainer, inklusive des Pausenjahres 2007/08, hat Faria mit seinen Clubs sechsmal die heimische Liga, einmal den UEFA Cup und zweimal die UEFA Champions League gewonnen. Seit 2002 haben Mourinho und Faria keine Saison oder kein Kalenderjahr ohne Gewinn eines Titels gehabt.
International
- Champions-League-Sieger: 2004 (FC Porto), 2010 (Inter Mailand)
- UEFA-Pokal-Gewinner: 2003 (FC Porto)

FC Porto
- Meister: 2003, 2004
- Pokalsieger: 2003
- Supercup-Gewinner: 2003

FC Chelsea
- Meister: 2005, 2006
- Pokalsieger: 2007
- Ligapokalsieger: 2005, 2007
- Supercup-Gewinner: 2005

Inter Mailand
- Meister: 2009, 2010
- Pokalsieger: 2010
- Supercup-Gewinner: 2008

Real Madrid
- Pokalsieger: 2011
- Meister: 2012

## Kontroverses
Zusammen mit seinem Cheftrainer und Kollegen Mourinho ist Faria zum Objekt der Diskussion in den Medien geworden. Im Spiel gegen den FC Reading 2006, in dem Chelseas Torhüter Petr Čech eine schwere Kopfverletzung erlitt, wurde Faria neben Chelsea-Mittelfeldspieler John Obi Mikel vom Platz geschickt. Im Champions-League-Viertelfinale 2005 gegen den FC Bayern München, für das Mourinho gesperrt worden war, trug Faria eine Wollmütze und wurde beobachtet, wie er immer wieder darunter an sein Ohr griff, was vermuten ließ, dass Mourinho heimlich mit seinem Fitnesstrainer kommunizierte. Bei Real Madrid wurde behauptet, Faria sei in eine Auseinandersetzung mit Sporting Gijóns Trainer Manuel Preciado nach dem Spiel der beiden Clubs im November 2010 verwickelt gewesen.